# 타우포

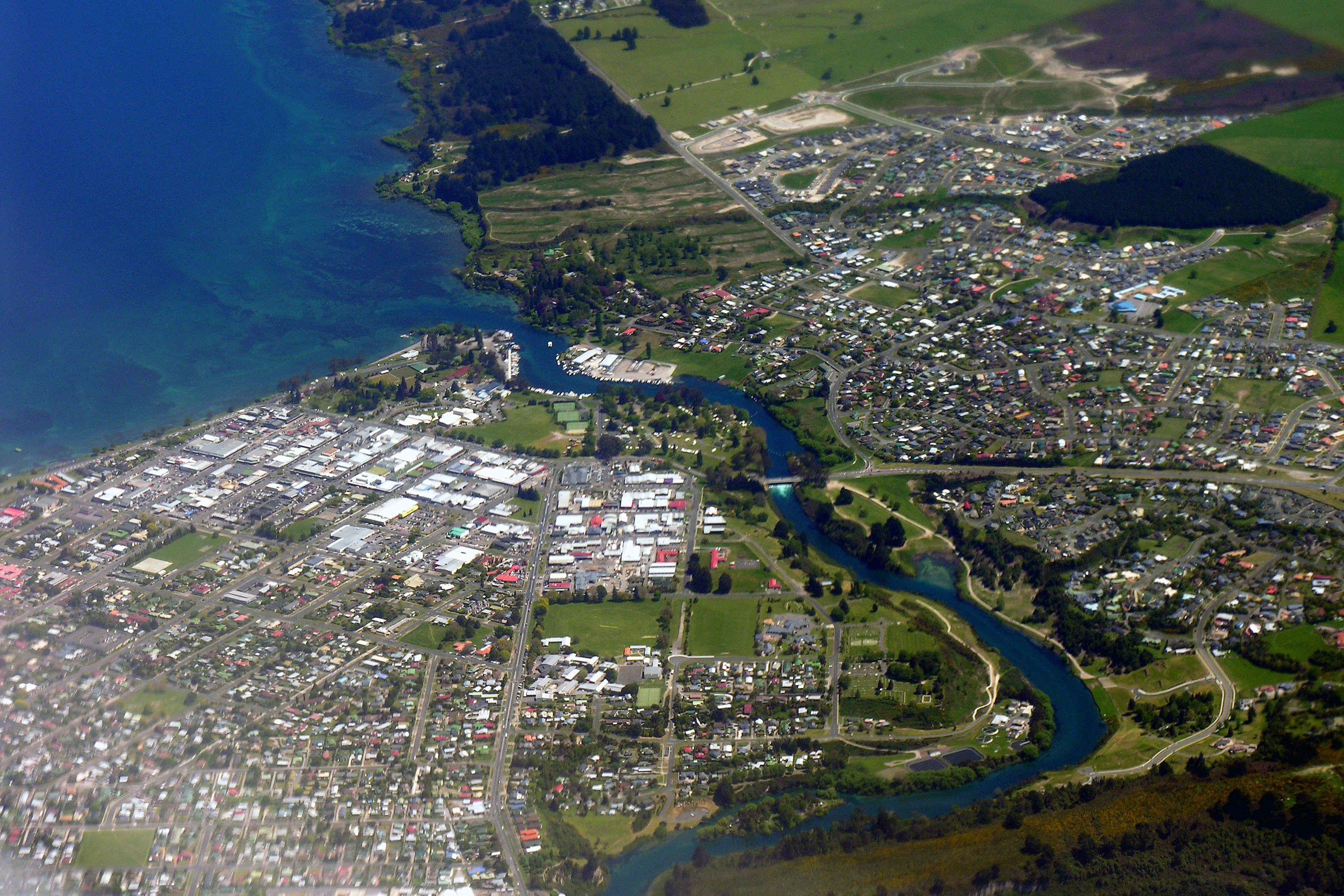
타우포 전경

타우포(Taupo)는 뉴질랜드 북섬 중앙에 위치한 타우포호를 끼고 있는 도시이다. 인구는 2009년 7월 현재 22,100명이다. 로토루아에서 남서쪽으로 85킬로미터 떨어져 있으며, 관광객들의 리조트로 개발됐다.  와이카토강의 상류가 되는 〈후카 폭포〉는 타우포 지역의 인기있는 관광객들의 목적지이다.
또한 낙농과 목축업을 후원하는 상업의 중심지이며, 도시 주위에 둘러져 있는 숲에 근거를 둔 산업이 발달했다.  1950년대 중반에 근처에 있는 와이라케이 협곡에 위치한 와이라케이 지열발전소는 이 곳에 에너지를 공급한다.

## 역사
유럽인들이 정착하기 전까지, 이 지역은 원주민이 대다수를였다. 1869년부터 무장한 경찰대가 들어오고 유럽인들이 정착했고, 게릴라 지도자 테 코오티(Te Kooti)를 방해하기 위해 수비대를 조직했다.  그러나 제2차 세계대전때까지 정착민이 많지 않았다. 이 곳은 원래 낚시꾼들에게 인기있었는데, 훗날 농업과 목재 산업이 발달했다.
1953년에 자치읍, 1989년에 타우포 자치구가 됐다.

## 지리

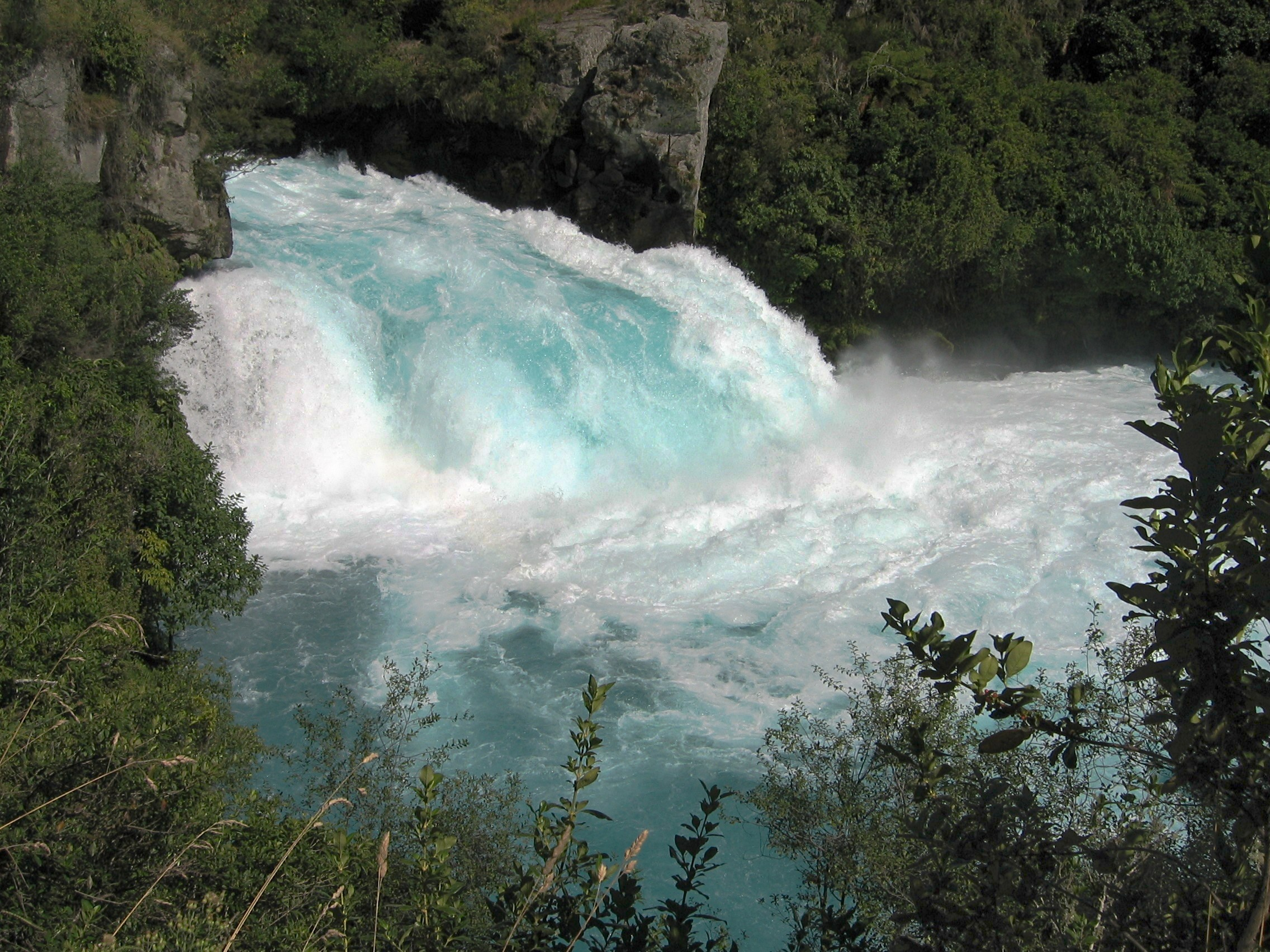
후카 폭포

타우포는 뉴질랜드에서 와이카토강으로 물을 보내는 가장 큰 호수인 타우포 호수의 출구에 있다. 와이카토 강은 타운에서 북쪽으로 얼마 떨어져 있지 않은 뉴질랜드에서 가장 장관인 후카 폭포로 흐른다. 타우포는 화산과 지열 활동의 중심지여서 목욕에 알맞은 온천이 근처에 여러 곳이 있다. 화산 활동을 하는 마운트 타우하라도 동쪽으로 6 km 떨어진 곳에 있다. 타우포 근처의 숲 지역은 관목과 양치식물로 구성된 식생을 가지고 있다. 타우포는 1번 국도로 확장된 곳에 위치하고 있으며, 5번 국도가 동시에 지나간다. 투랑기에서는 북쪽으로 53 km 떨어진 곳에 있다. 타우포는 철도로 연결되지 않은 지역의 중심지 중 한 곳이다. 이 도시는 규모는 작지만 계속 성장하고 있으며, 킨로치(Kinloch)에서 호수를 따라 서쪽으로 20 km 떨어진 곳에 잭 니콜라우스 골프 리조트가 건설되고 있다.

## 관광
- 후카 폭포
- 와이라케이 - 와이라케이 발전소

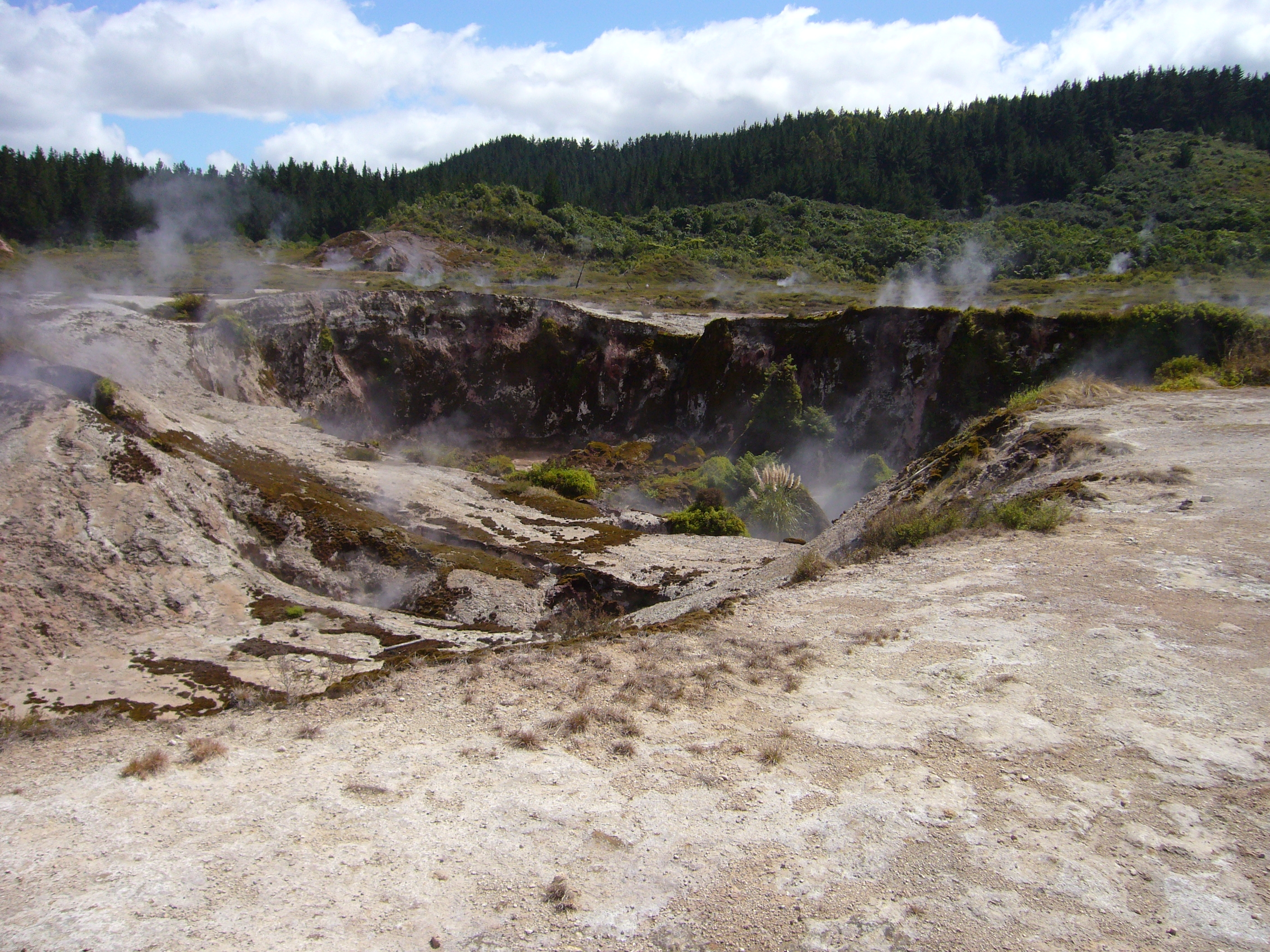
달분화구 지열지대

- 타우포 화산지대 (Taupo Volcanic Zone)
- 달분화구 지열지대
- 타우포 호수

## 교육
타우포에는 3개의 고등 교육기관이 있다.
- 타우하라 컬리지
- 타우포 누이아티아 컬리지
- 레이크 타우포 크리스찬 스쿨 (사립)

초등학교는 6개가 있다.
- 세인트 패트릭 초등학교 (St Patrick's primary school)
- 와이파히히 초등학교 (Waipahihi primary school)
- 힐탑 초등학교 (Hilltop primary school)
- 마운트 뷰 초등학교 (Mount View primary school)
- 타우포 초등학교 (Taupo primary school)
- 타우하라 초등하교 (Tauhara primary school)

중등학교는 1개가 있다.
- 타우포 인터미디어트 스쿨 (Taupo Intermediate School)

## 교통

### 항공
타우포 공항이 타운 남쪽에 자리잡고 있다. 뉴질랜드 항공의 자회사인 이글에어웨이즈가 오클랜드와 웰링턴에서 취항을 한다.

## 기후
| Taupo의 기후             | Taupo의 기후 | Taupo의 기후 | Taupo의 기후 | Taupo의 기후 | Taupo의 기후 | Taupo의 기후 | Taupo의 기후 | Taupo의 기후 | Taupo의 기후 | Taupo의 기후 | Taupo의 기후 | Taupo의 기후 | Taupo의 기후  |
| 월                       | 1월          | 2월          | 3월          | 4월          | 5월          | 6월          | 7월          | 8월          | 9월          | 10월         | 11월         | 12월         | 연간          |
| ------------------------ | ------------ | ------------ | ------------ | ------------ | ------------ | ------------ | ------------ | ------------ | ------------ | ------------ | ------------ | ------------ | ------------- |
| 일평균 최고 기온 °C (°F) | 22.7 (72.9)  | 22.6 (72.7)  | 20.4 (68.7)  | 17.2 (63.0)  | 14.1 (57.4)  | 11.7 (53.1)  | 11.0 (51.8)  | 11.9 (53.4)  | 13.9 (57.0)  | 15.8 (60.4)  | 18.3 (64.9)  | 20.7 (69.3)  | 16.9 (62.4)   |
| 일일 평균 기온 °C (°F)   | 17.0 (62.6)  | 17.1 (62.8)  | 14.9 (58.8)  | 12.0 (53.6)  | 9.4 (48.9)   | 7.4 (45.3)   | 6.5 (43.7)   | 7.2 (45.0)   | 9.2 (48.6)   | 11.1 (52.0)  | 13.1 (55.6)  | 15.6 (60.1)  | 11.7 (53.1)   |
| 일평균 최저 기온 °C (°F) | 11.4 (52.5)  | 11.6 (52.9)  | 9.5 (49.1)   | 6.8 (44.2)   | 4.8 (40.6)   | 3.0 (37.4)   | 2.1 (35.8)   | 2.7 (36.9)   | 4.5 (40.1)   | 6.4 (43.5)   | 7.9 (46.2)   | 10.5 (50.9)  | 6.7 (44.1)    |
| 평균 강수량 mm (인치)    | 77.3 (3.04)  | 67.9 (2.67)  | 66.5 (2.62)  | 68.4 (2.69)  | 74.9 (2.95)  | 92.8 (3.65)  | 96.0 (3.78)  | 87.4 (3.44)  | 81.6 (3.21)  | 86.2 (3.39)  | 67.9 (2.67)  | 93.6 (3.69)  | 960.3 (37.81) |
| 평균 강수일수 (≥ 1 mm)   | 7.7          | 6.7          | 7.3          | 7.4          | 8.7          | 10.9         | 10.9         | 11.4         | 10.7         | 10.6         | 8.2          | 9.2          | 109.6         |
| 평균 월간 일조시간       | 224.3        | 202.6        | 179.7        | 156.3        | 126.3        | 96.1         | 116.5        | 134.6        | 140.0        | 179.6        | 190.4        | 204.6        | 1,950.9       |
| 출처: NIWA Climate Data  |              |              |              |              |              |              |              |              |              |              |              |              |               |

## 인구
| 연도  | 인구   | ±% p.a. |
| ----- | ------ | ------- |
| 1996  | 19,000 | —       |
| 2001  | 20,400 | +1.43%  |
| 2006  | 20,694 | +0.29%  |
| 2013  | 21,123 | +0.29%  |
| 2018  | 23,631 | +2.27%  |
| 출처: |        |         |

## 자매도시
- 일본 하코네
- 누벨칼레도니 누메아
- 중국 쑤저우
- 중국 시안

## 같이 보기
- 타우포 호수
- 타우포 공항